# ソール (北欧神話)
ソールまたはソル(Sól)とは、北欧神話に登場する太陽の女神。

## 神話
『スノッリのエッダ』第一部『ギュルヴィたぶらかし』第11章 - 第12章で、次のように説明されている。
ムンディルファリという男が、自身の2人の子供があまりに美しいことから、娘にソール（太陽）、息子にマーニ（月）という名をつけた。神々はこれに怒り、二人を捕らえて、太陽を牽く馬車の馭者をさせた。ソールは太陽の運行を、マーニは月の運行と満ち欠けを司る。
馬の名はアールヴァク（「早起き」の意）、アルスヴィズ（「快速」の意）といい、体を冷やすための鞴が取り付けられている。
太陽は常にスコルという狼に追いかけられているため、急いで運行しなければならない。
『古エッダ』の『グリームニルの歌』第39節では、太陽が「天の花嫁」と呼ばれている。また『ヴァフズルーズニルの歌』第47節では、太陽の運行は「妖精の栄光」を意味するアールヴレズルという名で呼ばれている。こういった言い換えはケニングと呼ばれ、古北欧語や古英語では多く見られる。
『グリームニルの歌』第38節には、大地と太陽との間にスヴェルという楯が立っており、それが太陽の膨大な熱を大地から遮っていると語られている。
『ギュルヴィたぶらかし』第51章が語るところでは、ラグナロクの時、太陽はついに狼に飲み込まれる。しかし同53章および前述の『ヴァフズルーズニルの歌』第47節において、ソールがラグナロクの前に美しい娘を生んでおり、新しい世界ではその娘が太陽の軌道を巡るとされている。
ちなみに北欧神話における太陽は、大地を照らしていない。スコルとハティが追いかけてることや、ラグナロクで、すべての封印、足枷、縛めが消し飛ぶこと、フェンリルがグレイプニルの足枷にとらわれていることから、ソールとマーニによって封印が維持されていたと考えられる。大地を照らしているのは、昼の神である夜の女神であるノートと、デリングの息子のダグである。

## 備考
- ソールの名はインド神話のスーリヤ、ガリア神話のスリス、リトアニア神話のサウレ、スラヴ神話のツァー・ソルニッツェと同語源である。
- 土星の衛星のうち「北欧群」と呼ばれる天体群の一つに「ムンディルファリ」という衛星があるが、これはソールの父の名からとられている。